# Губка Боб Квадратні Штани (сезон 1)
Перший сезон мультсеріалу «Губка Боб Квадратні Штани» транслювався з 17 липня 1999 року по 8 квітня 2000 року. Він складається з 20 епізодів. В Україні сезон показаний був вперше показаний на Новому каналі у 2001 році із двоголосим закадровим перекладом. У 2010 році мультсеріал представили канали QTV та СТБ з багатоголосим закадровим перекладом, і згодом цей переклад став транслювати Новий Канал. У 2018 році серіал був повторно дубльований на студії «1+1» і показаний каналами ПлюсПлюс, ТЕТ, Nickelodeon Ukraine, Nickelodeon Global.

## Перший сезон (1999—2000)
| Номер в сезоні | Оригінальна назва               | Українська назва                                                                                 | Автор(и) сценарію                                                     | Дата виходу у США | Дата виходу в Україні                                                                         |
| --- | ------------------------------- | ------------------------------------------------------------------------------------------------ | --------------------------------------------------------------------- | ----------------- | --------------------------------------------------------------------------------------------- |
| 1a | Help Wanted                     | «Потрібен помічник» (QTV та ПлюсПлюс)                                                            | Стівен Хілленбург, Дерек Драймон, Тім Хілл                            | 1 травня 1997     | 4 липня 2001 (Новий Канал) 30 серпня 2010 (QTV) 1 лютого 2018 (ПлюсПлюс) 24 лютого 2018 (ТЕТ) |
| Губка Боб наполегливо намагається отримати роботу в місцевій закусочній «Красті Крабс», незважаючи на випробування, яке полягало в пошуку рідкісної лопатки. У той час як Губка Боб знаходить її в місцевому магазині, працівники «Красті Крабс» повинні боротися з натовпом голодних анчоусів і не витримують без кухаря. |                                 |                                                                                                  |                                                                       |                   |                                                                                               |
| 1b | Reef Blowers                    | «Підводний пилосос» (QTV та ПлюсПлюс)                                                            | Стівен Хілленбург, Дерек Драймон, Тім Хілл                            | 1 травня 1997     | 4 липня 2001 (Новий Канал) 30 серпня 2010 (QTV) 1 лютого 2018 (ПлюсПлюс) 24 лютого 2018 (ТЕТ) |
| Коли Сквідвард кидає черепашку у двір до Губки Боба, той сприймає це, як прекрасну можливість перевірити свій новий потужний рифодуй. |                                 |                                                                                                  |                                                                       |                   |                                                                                               |
| 1c | Tea at the Treedome             | «Чаювання під куполом» (QTV та ПлюсПлюс)                                                         | Пітер Бернс, Дуг Лоуренс, Пол Тіббітт                                 | 1 травня 1997     | 4 липня 2001 (Новий Канал) 30 серпня 2010 (QTV) 1 лютого 2018 (ПлюсПлюс) 24 лютого 2018 (ТЕТ) |
| Після знайомства з Сенді Чікс, Губка Боб пішов в гості до її куполоподібного будинку. Будинок виявився заповнений повітрям. Після того, як Губка Боб зрозумів, що йому потрібна вода, він спробував приховати цей факт від Сенді.                                                                                          |                                 |                                                                                                  |                                                                       |                   |                                                                                               |
| 2a | Bubblestand                     | «Мильні бульбашки» (QTV та ПлюсПлюс)                                                             | Енніо Торресан, Ерік Уейз, Стівен Хілленбург, Дерек Драймон, Тім Хілл | 17 лютого 1998    | 2 лютого 2018 (ПлюсПлюс) 25 лютого 2018 (ТЕТ)                                                 |
| Губка Боб хоче навчити Патріка і Сквідварда мистецтву видувати мильні бульбашки. І всього за 25 центів за урок він буде доводити, що для того, щоб видути ідеальну бульбашку, потрібно навчитися техніці. |                                 |                                                                                                  |                                                                       |                   |                                                                                               |
| 2b | Ripped Pants                    | «Розірвані штани» (QTV та ПлюсПлюс)                                                              | Пол Тіббітт, Пітер Бернс                                              | 17 лютого 1998    | 2 лютого 2018 (ПлюсПлюс) 25 лютого 2018 (ТЕТ)                                                 |
| Губка Боб намагається вразити Сенді, але випадково його штани рвуться. Він ніяковіє, але незабаром розуміє, що натовп сприйняв це як жарт. |                                 |                                                                                                  |                                                                       |                   |                                                                                               |
| 3a | Jellyfishing                    | «Полювання на медуз» (QTV та ПлюсПлюс)                                                           | Стівен Фонті, Кріс Мітчелл, Пітер Бернс, Тім Хілл                     | 3 листопада 1998  | 3 лютого 2018 (ПлюсПлюс) 26 лютого 2018 (ТЕТ)                                                 |
| Коли Губка Боб і Патрік виявляють, що Сквідвард постраждав після аварії, вони беруть його на ловлю медуз і впевнено намагаються зробити його перший день повернення з госпіталю його «найкращим днем у житті». |                                 |                                                                                                  |                                                                       |                   |                                                                                               |
| 3b | Plankton!                       | «Планктон!» (QTV та ПлюсПлюс)                                                                    | Енніо Торресан, Ерік Уейз, Дуг Лоуренс                                | 3 листопада 1998  | 3 лютого 2018 (ПлюсПлюс) 26 лютого 2018 (ТЕТ)                                                 |
| Заклятий ворог містера Крабса, мікроскопічний Планктон намагається вкрасти крабсбургер (крабову петті). Після провалу він залазить у мозок до Губки Боба, щоб Губка Боб приніс йому Крабову Петі. |                                 |                                                                                                  |                                                                       |                   |                                                                                               |
| 4a | Naughty Nautical Neighbors      | «Примхливі сусіди» (QTV та ПлюсПлюс)                                                             | Шерм Коен, Аарон Спрінгер, Дуг Лоуренс                                | 12 березня 1999   | 4 лютого 2018 (ПлюсПлюс) 27 лютого 2018 (ТЕТ)                                                 |
| Губка Боб і Патрік весело проводять час, шепочучи слова в бульбашки і відправляючи їх один одному. Сквідварда це дратує і він починає робити власні бульбашки, що містять образливі повідомлення, в результаті чого Губка Боб з Патріком посварилися і намагаються перетягнути Сквідварда на свій бік.                     |                                 |                                                                                                  |                                                                       |                   |                                                                                               |
| 4b | Boating School                  | «Школа керування човнами» (QTV) «Школа Водіння» (ПлюсПлюс)                                       | Енніо Торресан, Ерік Уейз, Дуг Лоуренс                                | 12 березня 1999   | 4 лютого 2018 (ПлюсПлюс) 27 лютого 2018 (ТЕТ)                                                 |
| Губка Боб повинен здати іспит з водіння, але провалює його через свою надмірну емоційність, коли справа доходить до практичної частини. Патрік вирішується допомогти Губці Бобу, але не чесним шляхом. |                                 |                                                                                                  |                                                                       |                   |                                                                                               |
| 5a | Pizza Delivery                  | «Доставка піци» (QTV та ПлюсПлюс)                                                                | Шерм Коен, Аарон Спрінгер, Пітер Бернс                                | 15 березня 1999   | 5 лютого 2018 (ПлюсПлюс) 28 лютого 2018 (ТЕТ)                                                 |
| Клієнт замовив в «Красті Крабс» піцу, і Губка Боб зі Сквідвардом повинні доставити її замовнику. Але шлях до його будинку надто складний. |                                 |                                                                                                  |                                                                       |                   |                                                                                               |
| 5b | Home Sweet Pineapple            | «Дім, рідний ананас» (QTV) «Рідний дім ананас» (ПлюсПлюс)                                        | Енніо Торресан, Ерік Уейз, Дуг Лоуренс                                | 15 березня 1999   | 5 лютого 2018 (ПлюсПлюс) 28 лютого 2018 (ТЕТ)                                                 |
| Нематоди прийшли в місто і з'їли будинок Губки Боба. Губка Боб неохоче вирішує повернутися жити до батьків, але засмучений Патрік намагається вберегти його від переїзду, у той час, як Сквідвард щасливий. |                                 |                                                                                                  |                                                                       |                   |                                                                                               |
| 6a | Mermaid Man and Barnacle Boy    | «Морський супермен і Сліпарик» (QTV) «Морський Супермен і Причепа»                               | Пол Тіббітт, Марк О'Хейр, Дуг Лоуренс                                 | 1 квітня 1999     | 6 лютого 2018 (ПлюсПлюс) 1 березня 2018 (ТЕТ)                                                 |
| Губка Боб і Патрик дізнаються від Сквідварда, що Морський Супермен і Причепа (Сліпарик) живуть в будинку престарілих і направляються туди. |                                 |                                                                                                  |                                                                       |                   |                                                                                               |
| 6b | Pickles                         | «Пікулі» (QTV) «Огірочки» (ПлюсПлюс)                                                             | Стівен Фонті, Кріс Мітчелл, Пітер Бернс                               | 1 квітня 1999     | 6 лютого 2018 (ПлюсПлюс) 1 березня 2018 (ТЕТ)                                                 |
| Базікало на ім'я Баббл Басс приходить в «Красті Крабс» і замовляє краббургер. З'ївши його, він каже всім, що Губка Боб забув покласти огірочки. Після цього Губка Боб вже нічого не може робити правильно. |                                 |                                                                                                  |                                                                       |                   |                                                                                               |
| 7a | Hall Monitor                    | «Черговий по школі» (QTV та ПлюсПлюс)                                                            | Чак Клейн, Джей Лендер, Дуг Лоуренс                                   | 15 травня 1999    | 7 лютого 2018 (ПлюсПлюс) 2 березня 2018 (ТЕТ)                                                 |
| Губка Боб стає черговим по школі водіння, що призводить місіс Пафф в жах. Він провів цілий день, виступаючи зі своєю промовою, не встигши виконати обов'язки чергового, й тому місіс Пафф дозволяє йому на день залишити форму чергового у себе.                                                                           |                                 |                                                                                                  |                                                                       |                   |                                                                                               |
| 7b | Jellyfish Jam                   | «Вечірка медуз» (QTV та ПлюсПлюс)                                                                | Енніо Торресан, Ерік Уейз, Пітер Бернс                                | 15 травня 1999    | 7 лютого 2018 (ПлюсПлюс) 2 березня 2018 (ТЕТ)                                                 |
| Губка Боб приносить додому дику медузу й влаштовує з нею велику вечірку. Але незабаром він розуміє, що від диких тварин можна очікувати будь-якої неприємності |                                 |                                                                                                  |                                                                       |                   |                                                                                               |
| 8a | Sandy's Rocket                  | «Ракета Сенді» (QTV та ПлюсПлюс)                                                                 | Шерм Коен, Аарон Спрінгер, Пітер Бернс                                | 23 жовтня 1999    | 8 лютого 2018 (ПлюсПлюс) 3 березня 2018 (ТЕТ)                                                 |
| Сенді та Губка Боб мали намір дістатись до Місяця. Вночі Губка Боб з Патріком таємно зайшли в ракету, але ненавмисно її запустили. |                                 |                                                                                                  |                                                                       |                   |                                                                                               |
| 8b | Squeaky Boots                   | «Рипучі чоботи» (QTV та ПлюсПлюс)                                                                | Стівен Фонті, Кріс Мітчелл, Дуг Лоуренс                               | 23 жовтня 1999    | 8 лютого 2018 (ПлюсПлюс) 3 березня 2018 (ТЕТ)                                                 |
| Містер Крабс продає Губці Бобу пару непотрібних йому рипучих чобіт, радісний кухар починає розважатися з ними, видаючи жахливий скрип. |                                 |                                                                                                  |                                                                       |                   |                                                                                               |
| 9a | Nature Pants                    | «Безштанько» (QTV та ПлюсПлюс)                                                                   | Пол Тіббітт, Марк О'Хейр, Пітер Бернс                                 | 12 серпня 1999    | 9 лютого 2018 (ПлюсПлюс) 4 березня 2018 (ТЕТ)                                                 |
| Губка Боб вирішує переїхати на Поля медуз і жити з медузами, так як йому набридла цивілізація. |                                 |                                                                                                  |                                                                       |                   |                                                                                               |
| 9b | Opposite Day                    | «День навпаки» (QTV та ПлюсПлюс)                                                                 | Чак Клейн, Джей Лендер, Дуг Лоуренс                                   | 13 серпня 1999    | 9 лютого 2018 (ПлюсПлюс) 4 березня 2018 (ТЕТ)                                                 |
| Бажаючи успішно продати свій будинок, Сквідвард розповідає Бобу про «День Навпаки», коли всі ведуть себе не так, як звикли. |                                 |                                                                                                  |                                                                       |                   |                                                                                               |
| 10a | Culture Shock                   | «Культурний шок» (QTV та ПлюсПлюс)                                                               | Пол Тіббітт, Марк О'Хейр, Дуг Лоуренс                                 | 18 вересня 1999   | 10 лютого 2018 (ПлюсПлюс) 5 березня 2018 (ТЕТ)                                                |
| У «Красті Крабс» проходить шоу талантів, яке організував Сквідвард. |                                 |                                                                                                  |                                                                       |                   |                                                                                               |
| 10b | F.U.N.                          | «Веселощі» (QTV та ПлюсПлюс)                                                                     | Шерм Коен, Аарон Спрінгер, Пітер Бернс                                | 18 вересня 1999   | 10 лютого 2018 (ПлюсПлюс) 5 березня 2018 (ТЕТ)                                                |
| Губка Боб переконаний, що причина зла Планктона полягає в його самоті, і тому намагається потоваришувати з ним. |                                 |                                                                                                  |                                                                       |                   |                                                                                               |
| 11a | MuscleBob BuffPants             | «Мускул Боб Потужні Штани» (QTV та ПлюсПлюс)                                                     | Енніо Торресан, Ерік Уейз, Дуг Лоуренс                                | 25 вересня 1999   | 11 лютого 2018 (ПлюсПлюс) 6 березня 2018 (ТЕТ)                                                |
| Після важких тренувань Губка Боб замовляє підроблені м'язисті руки, щоб здаватися сильним. |                                 |                                                                                                  |                                                                       |                   |                                                                                               |
| 11b | Squidward the Unfriendly Ghost  | «Сквідвард — недружній привид» (QTV) «Сквідвард — злостивий привид» (ПлюсПлюс)                   | Шерм Коен, Аарон Спрінгер, Пітер Бернс                                | 25 вересня 1999   | 11 лютого 2018 (ПлюсПлюс) 6 березня 2018 (ТЕТ)                                                |
| Губка Боб і Патрик думають, що вбили Сквідварда, випадково потрапивши черепашкою в його точну воскову копію. Коли з'являється справжній Сквідвард, напудрений і в білому халаті, Губка Боб з Патріком починають думати, що це привид Сквідварда.                                                                           |                                 |                                                                                                  |                                                                       |                   |                                                                                               |
| 12a | The Chaperone                   | «Кавалер» (QTV та ПлюсПлюс)                                                                      | Шерм Коен, Аарон Спрінгер, Пітер Бернс                                | 2 жовтня 1999     | 12 лютого 2018 (ПлюсПлюс) 7 березня 2018 (ТЕТ)                                                |
| Хлопець Перл кинув її напередодні шкільного балу, і їй доводиться йти на бал із Губкою Бобом. |                                 |                                                                                                  |                                                                       |                   |                                                                                               |
| 12b | Employee of the Month           | «Найкращий працівник місяця» (QTV) «Працівник місяця» (ПлюсПлюс)                                 | Пол Тіббіт, Дуг Лоуренс                                               | 2 жовтня 1999     | 12 лютого 2018 (ПлюсПлюс) 7 березня 2018 (ТЕТ)                                                |
| Сквідвард намагається довести Губці Бобу, що нагорода найкращого працівника місяця — це нісенітниця, для цього він сам хоче отримати звання. |                                 |                                                                                                  |                                                                       |                   |                                                                                               |
| 13a | Scaredy Pants                   | «Лякливі штани» (QTV) «Налякані штани» (ПлюсПлюс)                                                | Пол Тіббітт, Пітер Бернс                                              | 28 грудня 1999    | 13 лютого 2018 (ПлюсПлюс) 8 березня 2018 (ТЕТ)                                                |
| Губка Боб всього лякається на Хеллуін! Подолавши страх, він сам вирішує кого-небудь налякати. Але як? Адже він зовсім не страшний! |                                 |                                                                                                  |                                                                       |                   |                                                                                               |
| 13b | I Was a Teenage Gary            | «Я був підлітком Ґері» (QTV і ПлюсПлюс)                                                          | Стівен Фонті, Кріс Мітчелл, Дуг Лоуренс                               | 28 грудня 1999    | 13 лютого 2018 (ПлюсПлюс) 8 березня 2018 (ТЕТ)                                                |
| Губка Боб просить Сквідварда доглянути за Ґері, поки він буде на з'їзді любителів полювання на медуз. Однак Сквідвард зовсім забуває про нього. |                                 |                                                                                                  |                                                                       |                   |                                                                                               |
| 14a | SB-129                          | «СБ-129» (QTV та ПлюсПлюс)                                                                       | Аарон Спрінгер, Ерік Уейз, Дуг Лоуренс                                | 15 січня 2000     | 14 лютого 2018 (ПлюсПлюс) 9 березня 2018 (ТЕТ)                                                |
| Сквідвард прибіг в «Красті Крабс» у пошуках спокою і виявився заморожений в холодильнику. Нарешті через 2000 років він розтає. |                                 |                                                                                                  |                                                                       |                   |                                                                                               |
| 14b | Karate Choppers                 | «Шанувальники карате» (QTV) «Любителі карате» (ПлюсПлюс)                                         | Аарон Спрінгер, Ерік Уейз, Мерріветер Уільямс                         | 15 січня 2000     | 14 лютого 2018 (ПлюсПлюс) 9 березня 2018 (ТЕТ)                                                |
| Губка Боб настільки занадто вдався до карате, що призвело до заважання в роботі. Якщо містер Крабс побачить що він займається карате, то має звільнити. |                                 |                                                                                                  |                                                                       |                   |                                                                                               |
| 15a | Sleepy Time                     | «Час сновидінь» (QTV) «Тиха година» (ПлюсПлюс)                                                   | Пол Тіббітт, Енніо Торресан, Дуг Лоуренс                              | 19 січня 2000     | 15 лютого 2018 (ПлюсПлюс) 10 березня 2018 (ТЕТ)                                               |
| Поки Губка Боб спить, його свідомість подорожує по снах друзів. |                                 |                                                                                                  |                                                                       |                   |                                                                                               |
| 15b | Suds                            | «Мильна піна» (QTV) «Піна» (ПлюсПлюс)                                                            | Пол Тіббітт, Енніо Торресан, Дуг Лоуренс                              | 19 січня 2000     | 15 лютого 2018 (ПлюсПлюс) 10 березня 2018 (ТЕТ)                                               |
| Губка Боб захворює пінної хворобою. Він розповідає про проблему Патріку, і той, застерігаючи його не йти до лікаря, вирішує сам стати лікарем Губки Боба. Та Сенді проти. |                                 |                                                                                                  |                                                                       |                   |                                                                                               |
| 16a | Valentine's Day                 | «День Святого Валентина» (QTV та ПлюсПлюс)                                                       | Чак Клейн, Джей Лендер, Мерріветер Вільямс                            | 14 лютого 2000    | 16 лютого 2018 (ПлюсПлюс) 11 березня 2018 (ТЕТ)                                               |
| Губка Боб з Сенді готують Патріку сюрприз на день Святого Валентина, але їхні плани йдуть не так, як треба через гребінців. |                                 |                                                                                                  |                                                                       |                   |                                                                                               |
| 16b | The Paper                       | «Папірець» (QTV та ПлюсПлюс)                                                                     | Чак Клейн, Джей Лендер, Дуг Лоуренс                                   | 14 лютого 2000    | 16 лютого 2018 (ПлюсПлюс) 11 березня 2018 (ТЕТ)                                               |
| Для Сквідварда це нічого не вартий папірець. Але в правильних руках це скарбниця розваг. Тільки запитайте Губки Боба, хто підняв викинутий фантик і використовував його для власної розваги і роздратування Сквідварда. |                                 |                                                                                                  |                                                                       |                   |                                                                                               |
| 17a | Arrgh!                          | «Карамба!» (QTV) «АРР!» (ПлюсПлюс)                                                               | Шерм Коен, Вінсент Уоллер, Мерріветер Вільямс                         | 15 березня 2000   | 17 лютого 2018 (ПлюсПлюс) 12 березня 2018 (ТЕТ)                                               |
| Губка Боб, Патрік і містер Крабс починають грати в настільну гру. Містеру Крабсу вона дуже сподобалася, і він вирішує почати пошуки справжніх скарбів |                                 |                                                                                                  |                                                                       |                   |                                                                                               |
| 17b | Rock Bottom                     | «Кам'яна безодня» (QTV) «Рок Боттом» (ПлюсПлюс)                                                  | Пол Тіббітт, Енніо Торресан, Девід Фейн                               | 15 березня 2000   | 17 лютого 2018 (ПлюсПлюс) 12 березня 2018 (ТЕТ)                                               |
| Губка Боб і Патрік сідають не на той автобус і потрапляють у таємничий місто під назвою Рок Боттом. Патріку вдалося поїхати з міста, але Губка Боб — ніяк не може. |                                 |                                                                                                  |                                                                       |                   |                                                                                               |
| 18a | Texas                           | «Техас» (QTV та ПлюсПлюс)                                                                        | Шерм Коен, Вінсент Уоллер, Девід Фейн                                 | 22 березня 2000   | 18 лютого 2018 (ПлюсПлюс) 13 березня 2018 (ТЕТ)                                               |
| Сенді сумує за своєю батьківщиною, штату Техас, і збирається виїхати з Бікіні Ботте до страху Губки Боба та Патріка. |                                 |                                                                                                  |                                                                       |                   |                                                                                               |
| 18b | Walking Small                   | «Мале бісеня» (QTV) «Дрібний шкідник» (ПлюсПлюс)                                                 | Аарон Спрінгер, Ерік Уейз, Дуг Лоуренс                                | 22 березня 2000   | 18 лютого 2018 (ПлюсПлюс) 13 березня 2018 (ТЕТ)                                               |
| Планктон хоче побудувати ще одне «Помийне Відро» і за допомогою Губки Боба намагається вигнати всіх з пляжу. |                                 |                                                                                                  |                                                                       |                   |                                                                                               |
| 19a | Fools in April                  | «Квітневі жарти» (QTV) 1 Квітня (ПлюсПлюс)                                                       | Аарон Спрінгер, Ерік Уейз, Мерріветер Вільямс                         | 1 квітня 2000     | 19 лютого 2018 (ПлюсПлюс) 14 березня 2018 (ТЕТ)                                               |
| Губка Боб розігрує всіх на 1 квітня. Єдиний кого це дратує — Сквідвард. |                                 |                                                                                                  |                                                                       |                   |                                                                                               |
| 19b | Neptune's Spatula               | «Нептунова лопатка» (QTV) «Лопатка Нептуна» (ПлюсПлюс)                                           | Чак Клейн, Джей Лендер, Девід Фейн                                    | 1 квітня 2000     | 19 лютого 2018 (ПлюсПлюс) 14 березня 2018 (ТЕТ)                                               |
| У Морському Кулінарному музеї Губка Боб витягує легендарну лопатку з закам'янілої маргарину. Легенда свідчить, що витягнувший лопатку буде шеф-кухарем Нептуна. |                                 |                                                                                                  |                                                                       |                   |                                                                                               |
| 20a | Hooky                           | «Гачки» (QTV та ПлюсПлюс)                                                                        | Шерм Коен, Вінсент Уоллер, Мерріветер Вільямс                         | 3 березня 2001    | 20 лютого 2018 (ПлюсПлюс) 15 березня 2018 (ТЕТ)                                               |
| У «Красті Крабс» приходить Патрік і каже, що в місті відкрився ярмарок. Цей «ярмарок» насправді виявляється безліччю рибальських гачків. |                                 |                                                                                                  |                                                                       |                   |                                                                                               |
| 20b | Mermaid Man and Barnacle Boy II | «Морський супермен та Сліпарик. Частина друга» (QTV) «Морський Супермен та Причепа 2» (ПлюсПлюс) | Чак Клейн, Джей Лендер, Дуг Лоуренс                                   | 3 березня 2001    | 20 лютого 2018 (ПлюсПлюс) 15 березня 2018 (ТЕТ)                                               |
| Губка Боб виграє сигнальну раковину, яка може закликати Морського Супермена і Причепу в екстреному випадку. |                                 |                                                                                                  |                                                                       |                   |                                                                                               |